# Ford Modell C
Der Ford Modell C war ein Mittelklasse-PKW, den die Ford Motor Company in den USA, bzw. die Ford-Werke AG in Köln, bauten.
1933 wurde das Modell C mit Vierzylindermotor parallel zum Ford Modell 40 mit V8-Motor gefertigt. Die Wagen hatten die gleichen Karosserien wie der Ford V8, waren aber mit einem Vierzylinder-Reihenmotor mit 3.286 cm³ Hubraum ausgestattet, der eine Leistung von 50 bhp (37 kW) abgab. Damit war dieses Modell C der Nachfolger des Modells B aus dem Jahre 1932, allerdings mit verlängertem Radstand.
In den beiden Produktionsjahren entstanden in den USA nur 9.472 Stück. 1935 wurde dieser Wagen wegen mangelnden Käuferinteresses nicht mehr angeboten. Erst mit dem Ford Pinto gab es 1971 wieder ein Modell mit Vierzylindermotor bei Ford (USA).

## Literatur

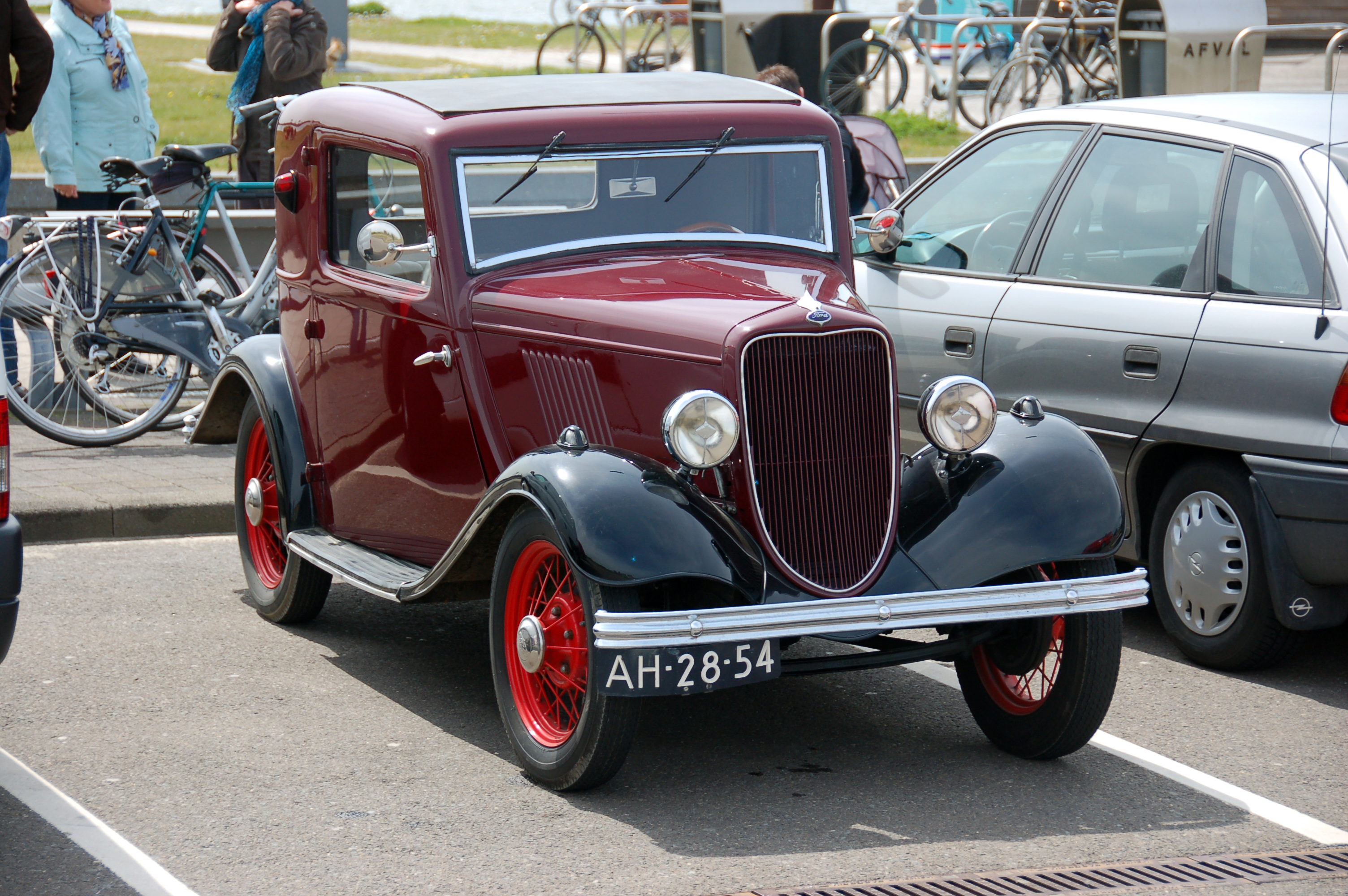
Zweitürer